# أباجالوي سفلي
أباجالوي سفلي هي قرية في مقاطعة أرومية، إيران. يقدر عدد سكانها بـ 133 نسمة بحسب إحصاء 2016.